# Schilfwühlmaus
Die Schilfwühlmaus (Microtus fortis) ist eine Nagetierart aus der Gattung der Feldmäuse (Microtus) innerhalb der Wühlmäuse (Arvicolinae). Sie kommt in weiten Teilen der Volksrepublik China sowie in der Mongolei, Russland und Korea vor.

## Merkmale
Die Schilfwühlmaus erreicht eine Kopf-Rumpf-Länge von 12,0 bis 13,9 Zentimetern mit einem Schwanz von 4,8 bis 6,7 Zentimetern Länge. Die Hinterfußlänge beträgt 22 bis 25 Millimeter, die Ohrlänge 13 bis 15 Millimeter. Sie ist damit eine große Art der Feldmäuse mit einem verhältnismäßig langen Schwanz. Das Rückenfell ist dunkel rötlich braun, die Körperseiten sind sandfarben braun und gehen in die gräuliche Bauchseite über. Der Schwanz ist zweifarbig, die Oberseite ist dunkelbraun und die Unterseite weißlich braun. Die Oberseiten der Füße und Hände sind hellbraun. Die Sohlen der Hinterfüße besitzen – im Gegensatz zu den üblichen sechs – nur fünf Zehenballen, manchmal ist ein rudimentär ausgebildeter sechster Ballen vorhanden.
Die Molaren M2 besitzen sowohl an der Lippen- wie auch an der Zungenseite je drei Schmelzfalten und bilden am Vorderende des Zahnes sein „C“, wobei der obere Arm des C weiter auf die linguale Seite übergreift als der untere. Der erste untere Molar M1 besitzt an der Lippenseite drei und an der Zungenseite vier Falten.

## Verbreitung
Die Schilfwühlmaus kommt in weiten Teilen der Volksrepublik China sowie in der Mongolei, Russland und Korea vor. In China ist sie in Jiangsu, Shanghai, Anhui, Zhejiang, Jiangxi, Hunan, Hubei, Liaoning, Jilin, Shaanxi, Nei Mongol, Fujian und Heilongjiang anzutreffen. In Russland kommt sie im Amurbecken vor und in der Mongolei befinden sich die Verbreitungsgebiete im Bereich des Ulz-Flusses, der Hustai-Bergregion in der Mongol-Daguur-Steppe, am Eröö im westlichen Chentii-Gebirge sowie in der Ost-Mongolei und im Ikh-Hyangan-Gebirge.

## Lebensweise
Die Schilfwühlmaus lebt in feuchten Lebensräumen, vor allem in Bereichen von Seeufern und den Uferregionen von Flüssen und Strömen mit dichter Vegetation in Ufernähe. Obwohl sie die direkte Ufernähe als Lebensraum bevorzugen können die Tiere auch in benachbarte Regionen und landwirtschaftliche Flächen vordringen, vor allem im Frühjahr und Sommer bei steigenden Wasserspiegeln. Dieses Vordringen umfasst maximal 5 Kilometer und bei Rückgang des Wasserspiegels kehren auch die Tiere zurück zum Ufer. Darüber hinaus kommen sie im Marschland in Waldgebieten und der Steppe bis in Höhen von etwa 2000 Metern vor.

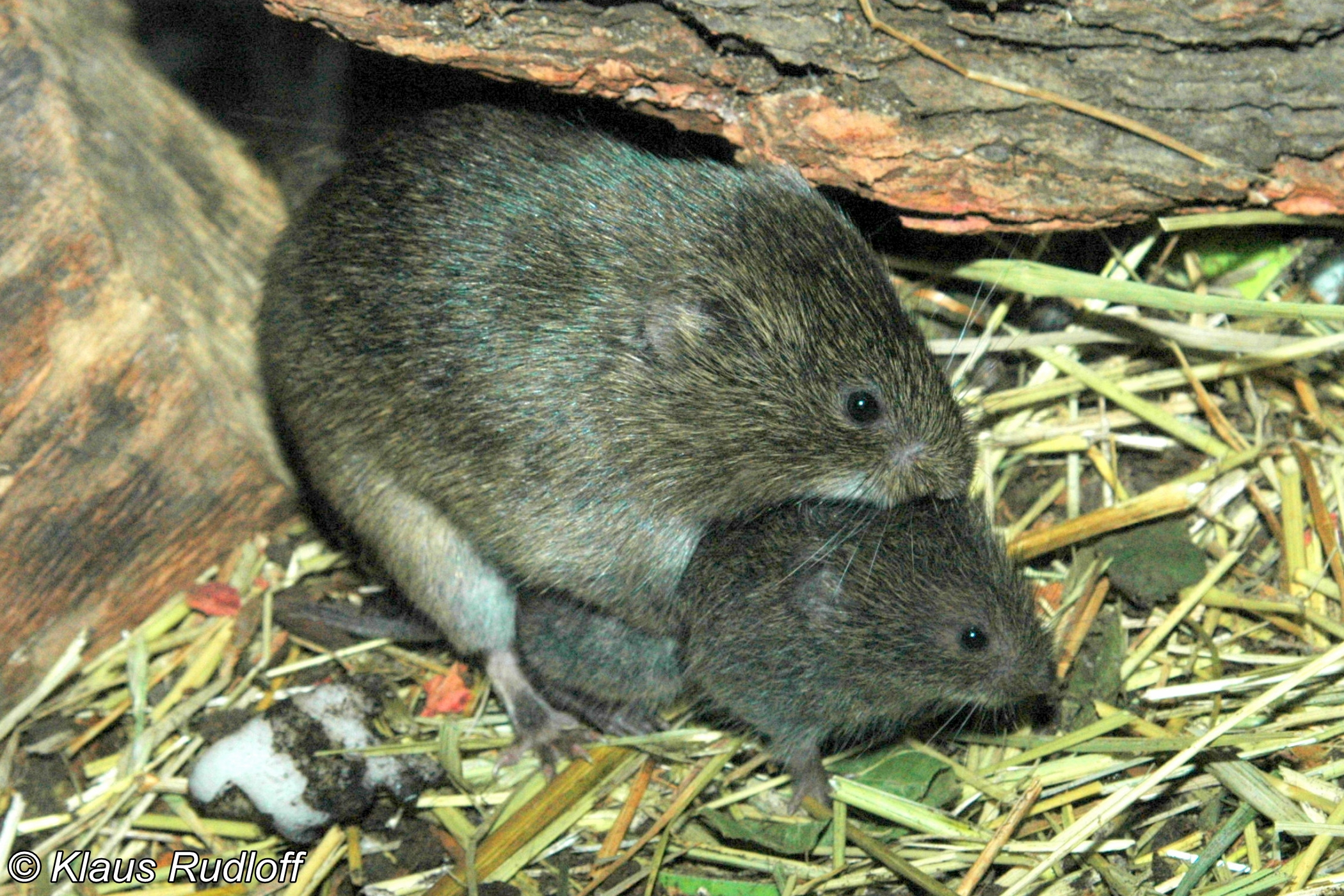
Paarung der Schilfwühlmaus

Die Tiere ernähren sich herbivor, wobei sich die Nahrungszusammensetzung abhängig von der Feuchte und Trockenheit ändern kann. Während der Phasen mit starkem Wachstum der Vegetation ernähren sie sich vor allem von grünen Grashalmen und Blättern. Im Spätsommer und Herbst sammeln sie Pflanzenmaterial und lagern es im Bau ein. Sie ernähren sich im Winter von diesem trockenen Material sowie von Rinden, Wurzeln und Schilf. Die Schilfwühlmaus ist sowohl tagsüber wie auch nachts aktiv. Sie bewegt sich an Land langsam vorwärts, ist jedoch ein exzellenter Schwimmer. Die Tiere graben Höhlensysteme unterschiedlicher Komplexität als Baue, abhängig von der lokalen Bodenbeschaffenheit. In gut entwässerten Böden bauen sie Gangsysteme in 10 bis 15 Zentimetern Tiefe und von etwa 120 bis 150 Zentimetern Gesamtlänge. Vom Hauptgang gehen mehrere Sackgassen sowie Zugänge zu Lagerräumen und Nestkammern ab. Der Bau besitzt zudem mehrere Fluchtausgänge. In sehr nassen Böden oder stark durchwurzelten Böden sind die Baue flacher und weniger komplex. In Sumpfgebieten oder auf bewachsenen Sandbänken bauen die Tiere mehrere runde oberirdische Nester mit 25 bis 30 Zentimetern Durchmesser aus Pflanzenmaterial, die durch Pfade miteinander verbunden sind.
Die Fortpflanzungszeit reicht vom April bis zum November, in der Zeit können die Tiere bis zu sechs Würfe mit jeweils durchschnittlich 5 Jungtieren bekommen. Die Tragzeit beträgt 20 Tage, der Abstand zwischen zwei Würfen 40 bis 45 Tage. Die Weibchen werden nach 3,5 bis 4 Monaten geschlechtsreif, die Männchen etwas später.

## Systematik
Die Schilfwühlmaus wird als eigenständige Art innerhalb der Feldmäuse (Microtus) eingeordnet, die aus mehr als 60 Arten besteht. Die wissenschaftliche Erstbeschreibung stammt von dem deutsch-russischen Zoologen Eugen Büchner, der die Art anhand von Individuen aus dem Ordos-Plateau am Gelben Fluss (Hwang Ho) in der Inneren Mongolei beschrieb. Sie wird der Untergattung Alexandromys innerhalb der Feldmäuse zugeordnet.
Darrin Lunde und Andrew T. Smith beschreiben in Smith & Yan Xie 2009 für das Verbreitungsgebiet in China fünf Unterarten:
- Microtus fortis fortis: in Shaanxi und im Süden von Nei Mongol.
- Microtus fortis calamorum: in Jiangsu, Shanghai, Anhui, Zhejiang, Jiangxi, Hunan und Hubei.
- Microtus fortis dolichocephalus: in Liaoning, Jilin und Nei Mongol.
- Microtus fortis fujianensis: in Fujian
- Microtus fortis pelliceus: in Heilongjiang, Jilin und dem Nordosten von Nei Mongol.

## Status, Bedrohung und Schutz
Die Schilfwühlmaus wird von der International Union for Conservation of Nature and Natural Resources (IUCN) als nicht gefährdet (least concern) eingeordnet. Begründet wird dies mit dem sehr großen Verbreitungsgebiet und dem häufigen Vorkommen der Art. Potenzielle Gefährdungsrisiken für die Art sind nicht bekannt. Regional können Lebensraumverluste durch Umwandlung der Habitate in Siedlungen und Nutzflächen sowie Brände ein Gefährdungspotenzial haben. Auch die Austrocknung von Wasserstellen in Teilen des Lebensraumes beeinflusst die Bestände der Art.

## Belege
1. 1 2 3 4 5 6 7  Darrin Lunde, Andrew T. Smith: Reed Vole. In: Andrew T. Smith, Yan Xie: A Guide to the Mammals of China. Princeton University Press, Princeton NJ 2008, ISBN 978-0-691-09984-2, S. 230–231.
2. 1 2 3  Microtus (Alexandromys) fortis. In: Don E. Wilson, DeeAnn M. Reeder (Hrsg.): Mammal Species of the World. A taxonomic and geographic Reference. 2 Bände. 3. Auflage. Johns Hopkins University Press, Baltimore MD 2005, ISBN 0-8018-8221-4.
3. 1 2 3 4  Microtus fortis in der Roten Liste gefährdeter Arten der IUCN 2016.2. Eingestellt von: N. Batsaikhan, K. Tsytsulina, 2008. Abgerufen am 29. Oktober 2016.